# Долно Клещино
Долно Клещино или Долна Клещина (на гръцки: Κάτω Κλεινές, Като Клинес, катаревуса: Κάτω Κλειναί, Като Клине, до 1926 година Κάτω Κλέστινα, Като Клестина) е село в Република Гърция, дем Лерин (Флорина), област Западна Македония.

## География
Селото е разположено на Стара река (Палио Рема) на 7 километра северно от демовия център Лерин (Флорина) в подножието на планината Пелистер.

## История

### В Османската империя
Името на селото е свързано с ковашкия занаят. Селото се споменава за пръв път в османски дефтер от 1468 година под името Клещино с 97 домакинства. В 1481 броят на домакинствата се увеличава на 213. В селото се отглеждат лозя, орехи, лук, чесън, зеле, боб, лен, свине и копринени буби.
През 1607 година Перване бег и синовете на Камбер от Долна Клещина взимат едногодишен заем от вакъфа на Ахмед паша при месджида на шейх Хъзр Бали в Битоля в размер на 3000 акчета при лихва от 15% процента. Един за друг са гаранти за парите. В 1623 година жителите на Битоля Хасан Челеби и неговият брат Али продават своя чифлик в Долна Клещина на Хусеин бег, син на Абдулах за 31 000 сребърни акчета. Чифликът им включва кула, къща, две воденици, градина, лозе и граничи от всички страни с имот на Хусеин, който също има воденица.
Църквата „Рождество Богородично“ е от около 1835 година. В 1848 година руският славист Виктор Григорович описва в „Очерк путешествия по Европейской Турции“ Клещина като българско село. В 1861 година Йохан фон Хан на етническата си карта на долината на Вардар отбелязва Клещино като българско село. В 1838 година е построена църквата „Рождество Богородично“. Александър Синве („Les Grecs de l’Empire Ottoman. Etude Statistique et Ethnographique“), който се основава на гръцки данни, в 1878 година пише, че в Кластини (Klastini), Мъгленска епархия, живеят 540 гърци. В „Етнография на вилаетите Адрианопол, Монастир и Салоника“, издадена в Константинопол в 1878 година и отразяваща статистиката на населението от 1873 година Долно Клещени (Dolno-klechténi) е посочено като село в Леринска каза със 180 домакинства с 550 жители българи. В 1889 година Стефан Веркович пише, че в селото живеят 140 български семейства (669 души).
Според статистиката на Васил Кънчов („Македония. Етнография и статистика“) в 1900 година Долно Клещино има 400 жители българи и 150 жители арнаути мохамедани.
На Етнографската карта на Битолския вилает на Картографския институт в София от 1901 година Долно Клеща е смесено село българи, власи, албанци и турци в Леринската каза на Битолския санджак със 100 къщи.
В началото на XX век Долно Клещино е едно от малкото български гъркомански села в Леринско. По данни на секретаря на Българската екзархия Димитър Мишев („La Macédoine et sa Population Chrétienne“) в 1905 година в селото има 540 българи патриаршисти и функционира гръцко училище.
При избухването на Балканската война в 1912 година двама души от Клещино (Горно или Долно) са доброволци в Македоно-одринското опълчение.

### В Гърция
През войната селото е окупирано от гръцки части и остава в Гърция след Междусъюзническата война. Боривое Милоевич пише в 1921 година („Южна Македония“), че Долна Клещина (Долна Клештина) има 15 къщи славяни християни и 50 къщи арнаути мохамедани. За кратко селото е освободено от българската армия по време на Първата световна война, за да бъде отново върнато в Гърция по Ньойския договор. След разгрома на Гърция в Гръцко-турската война в 1924 година албанското население на Долно Клещино се изселва и на негово място са заселени 133 души понтийски гърци бежанци от Турция. В 1928 година селото е смесено българо-бежанско и има 77 бежански семейства с 288 души. В 1926 година селото е прекръстено на Като Клине.
Намаляването на населението през 60-те години се дължи на изселване отвъд океана.
Според изследване от 1993 година селото е смесено „бежанско-славофонско“, като „македонският език“ в него е запазен на средно ниво, а понтийският гръцки на ниско.
| Име                  | Име          | Ново име     | Ново име     | Описание                                             |
| -------------------- | ------------ | ------------ | ------------ | ---------------------------------------------------- |
| Воденичища           | Βοδενετσίστα | Ливадия      | Λιβάδια      |                                                      |
| Боцовал              | Μπότσοβαλ    | Камбохорафа  | Καμποχώραφα  |                                                      |
| Падине               | Πάδινε       | Плая         | Πλαγιά       | местност на ССИ от Долно Клещино и на Ю от Клабучища |
| Белизма или Копачища | Μπέλισμα     | Аспроситарон | Άσπροσίταρον | местност на ССЗ от Долно Клещино и на СИ от Битуша   |

Преброявания
- 1920 – 792 жители
- 1928 – 817 жители
- 1940 – 1120 жители
- 1951 – 955 жители
- 1961 – 812 жители
- 1971 – 532 жители
- 1981 – 523 жители
- 2001 – 455 жители
- 2011 – 394 жители

## Личности
Родени в Долно Клещино
- Ангелина Поповска (1926 – 1948), гръцка комунистка, в 1943 година влиза в ЕАМ, в 1944 година - в КПГ, през август 1948 година оставя тригодишното си дете и се присъединява към ДАГ, отличава се на 17 септември 1948 година при Еврейска глава в сражениено на Дъмбенската планина, загива на 10 октомври 1948 година, защитавайки връх Свети Танас над Косинец[21]
- Димитър Г. Черкезов (1885 – ?), македоно-одрински опълченец, роден в Горно или Долно Клещино, четата на Никола Лефтеров, Четвърта рота на Десета прилепска дружина[22]
- Павле Раковски (1913 – 1990), гръцки и югославски комунистически деец
- Омер Елим, арестуван преди април 1904 година, обвинен, че е „откраднал една глава добитък от жителите на село Битуша, което по време на бунта избягало в планината“, осъден на 1 година от Апелативния наказателен съд, лежал в Битолския затвор, амнистиран с общата амнистия от 12 април 1904 година[23]
- Риза Халим от Клещино, арестуван преди април 1904 година, обвинен, че е „откраднал добитък от жителите на село Битуша, което по време на бунта избягало в планината“, осъден на 1 година от Апелативния наказателен съд, лежал в Битолския затвор, амнистиран с общата амнистия от 12 април 1904 година[24]
- Садик Тахир от Клещино, арестуван преди април 1904 година, обвинен, че е „откраднал добитък от жителите на село Битуша, което по време на бунта избягало в планината“, осъден на 1 година от Апелативния наказателен съд, лежал в Битолския затвор, амнистиран с общата амнистия от 12 април 1904 година[24]
- Траянос Петканис (1952 – 2021), гръцки политик
- Янис Флориниотис (Янис Савас Апостолидис, р. 1947), гръцки певец от понтийски произход

Починали в Долно Клещино
- Петър Петков Вълков, български военен деец, младши подофицер, загинал през Първата световна война[25]

Други
- Филко Христов (1885 – ?), македоно-одрински опълченец, жител на Долно Клещино, Първа рота на Единадесета сярска дружина[26]